# InvenSense
InvenSense är ett företag som tillverkar rörelsesensorer.
Företagets produkter är av en mycket kompakt design men känner endast av rörelser i två plan. Sensorerna används bland annat för bildstabilisation i digitala kameror och för att styra spel eller menyer i till exempel en handdator eller mobiltelefon. Företaget tillverkar en rörelsesensor som används i Wii Motion Plus som är ett tillbehör till Wii Remote.